# Географія дитинства
Географія дитинства — це галузь дослідження в рамках антропогеографії та досліджень дитинства, яка включає дослідження місць та просторів життя дітей.

## Контекст
Дитяча географія — це розділ географії людини, який займається вивченням місць та просторів життя дітей, що досліджується через емпіричні, політичні та етичні чинники.
З часів культурного повороту в географії існує визнання того, що суспільство не однорідне, а гетерогенне,та має різноманітність та суб'єктивність. Розвиток Географії дитинства виник з усвідомлення того, що діти, які становлять значну частину суспільства, мають особливі потреби та здібності, і можуть сприймати світ дуже по-різному. Географія дитинства почала розвиватися в США в 1970-х роках, а в академічній гуманітарній британській та скандинавській географії з початку 1990-х років ця тема стала важливою серед географів. До двадцять першого століття, завдяки роботам африканських, азіатських та латиноамериканських вчених, її вплив став глобальним.    
Прикладом перших робіт з географії дитинства можна визначити роботу американського географа Вільяма Банджа про просторове гноблення дітей у Детройті та Торонто, де діти найбільше страждали від гнітючої системи дорослих, що контролюють міське забудоване середовище. Американський географ, науковець з питань прав дитини Роджер Харт опублікував у 1979 році книгу «Дитячий досвід місця: дослідження розвитку», яка містила його новаторське докторське дослідження з географії дитинства у приватному дослідницькому університеті Кларка, штат Массачусетс. Харт стверджував, що дитячі світи є численними та складними, і дослідження повинно ґрунтуватися на тому, як дитина сприймає різні місця, різні простори.
Після підписання Конвенції Організації Об'єднаних Націй про права дитини у 1989 році та появі наукового напрямку «нова соціологія дитинства» дослідження з Географії дитинства пришвидшились та вивели цю галузь на глобальний рівень. 
У 90-ті роки ХХ століття Географія дитинства як дисциплінарна концепція розвивалась здебільшого через політичні фактори, а саме зростання феміністичних перспектив та вивчення жінок у географії з початку 1980-х років. На той час феміністична географія охоплювала питання відмінностей та різноманітності через дослідження не лише статі, а й класу, доходу, етнічної приналежності та раси, що сформувало ідеї соціально сконструйованих просторів та проклало шлях для прискорення розвитку концепції Географії дитинства.  
Сучасні розробки та дослідження в галузі географії дитинства спрямовані на спробу знайти зв'язки з іншими напрямками географії, що вимагає визнати «множинність» об'єкту вивчення.Сучасна концепція Географії дитинства пов'язана з трансдисциплінарними напрямками просторового дослідження різних тем, наприклад: немовлят, ландшафтів догляду за дитиною, дитячої праці, міграцій дітей, освіти, активності молоді тощо.
Дитяча географія ґрунтується на концепції, що дитячі соціальні групи мають спільні характеристики та відмінності, які залежать від політичних, етичних та інших чинників, що відрізняються в часі, в місці існування або формування, а через різні обставини, такі як стать, сім'я та клас. 

## Напрямки досліджень
Географи, що вивчають просторову організацію дитинства, досліджують: 
- як вплив суспільства (дорослих) на життя дітей
- природу дитини ( сімейний контекст, суспільний контекст, гендерні варіації, вікові варіації, культурні варіації)
- дітей у навколишньому середовищі (дім, школа, гра, район, вулиця, місто, сільська місцевість, ландшафти споживання, кіберпростір)
- оптимізацію проектування середовища дітей
- небезпеки (дорожній рух, здоров'я та довкілля, аварії)
- непрямий вплив території ( література, телебачення та кіберпростір)
- соціальні проблеми (страхи дітей, страхи батьків за своїх дітей, бідність та злидні, робота, міграція, соціальні небезпеки, злочинність та девіації)
- громадянська активність (екологічні дії, місцева політика, інтерес до довкілля)
- географічні знання дітей (екологічне пізнання, розуміння фізичного середовища) [9] [10]

Методологія географії дитинства використовує у дослідницькому процесі дітей, вчителів, батьків. Збір інформації у дослідженнях географії дитинства здійснюється якісними та кількісними методами. Для опитування дітей часто використовуються діалоги, інтерв'ю, тематичний аналіз, методи проектів та гри, щоб діти краще могли надавати відповіді.  З якісних методів поширені  фокус-групи, аналіз малюнків, включене спостереження,  етнографічне дослідження . При вивчені простору дитини використовуються ігри в їхньому будинку, а також прогулянки маршрутами, запланованими дітьми.

## Теоретичні тенденції в дитячій географії
З початку формування Географії дитинства як галузі географії культури критики стверджували, що її наукові дослідження мають відсутність теоретичного різноманіття  та зосереджені на «блоковій політиці», тобто вивчають територію угрупувань молоді в містах. Однак, починаючи з середини 2000-х років галузеві дослідження почали набувати глобального рівня та відхід від соціально-конструктивістських принципів досліджень дитинства. 
У галузі географії дитинства дослідження охоплюють три блоки: географію повсякденного життя; фізичні та матеріальні характеристики місць, функцію тіла.
Важливою, впливовою тенденцією став розвиток теорії нерепрезентативності.      В дослідженнях звертали увагу на поняття «спільного світу» дітей, враховуючи також їх "не людське" оточення  . Деякі вчені стверджують, що нерепрезентативні теорії призводять до зосередження на банальному за рахунок дослідження ширших процесів маргіналізації . Інші дослідники стверджують, що нерепрезентативні підходи виходять за межі маломасштабних досліджень, що допомагає критично та творчо підходити до способів проведення досліджень з дітьми та їхнім «спільним світом».
Наприклад, вивчення батьківства  призвело до появи теоретизації про емоції, що характеризують близькість стосунків між батьками/опікунами та дитиною, особливо з політичними чинниками, коли держава намагається втручатися у сферу батьківства . Таким чином, це дослідження поєднало дві проблеми: інтимного сімейного життя з розробкою державної політики та механізмів втручанням в родину на рівні шкіл.

## Діти в навколишньому середовищі
Оскільки віковий діапазон поняття "дитинство" є досить розпливчастим у рамках сукупних досліджень географії дитинства, то кількість середовищ, у яких переживають діти, буде досить велика. Слід зазначити, що й самі середовища для однакових вікових груп можуть різнитися: школи, центри дозвілля, спортивні заклади, дитячі майданчики, райони, вулиці, міста, країни, а також ландшафти споживання та кіберпростір . Вивчення дитинства в різних регіонах країни чи світу призводить також до висновків різноманітності та не схожості проведення часу дітей .
Більшість дітей проводять значний час у школах у своєму повсякденному житті, тому роль цього середовища в житті дитини є ключовою для її розвитку, особливо з огляду на інклюзивні та ексклюзивні процеси суспільства, з якими вона безпосередньо стикається в школах  Прояв соціальної ізоляції як булінгу – це міжособистісний соціально-просторовий аспект, який має негативні наслідки. Отже, школа — це не лише місце, де діти вивчають кількісно вимірні предмети, а й майданчик для розвитку навичок взаємодії з життям, які знадобляться їм згодом.  
Дослідження в галузі дитячої географії відіграли центральну роль у розвитку наукових досліджень з «географії освіти» . Географи постійно стурбовані освітніми просторами, що поширюються на школу та за її межами   . Їх дослідження останніх десятиліть відіграли центральну роль у розвитку розуміння географами освітніх просторів у ширшому сенсі
Різниця між установами державного та приватного секторів та наслідки соціального статусу дітей у шкільній спільноті також є предметом дослідження географів дитинства.
Центральна роль шкіл у соціальній та культурній географії є вирішальною. Зв'язок між розбудовою нації та державною освітою полягає в тому, що школи формують знання та ідентичність дітей.  Незалежно від того, чи вважається цей зв'язок створенням негативних, деструктивних соціальних норм, чи позитивним, побудова прогресивних цінностей залежить «від ширшого політичного/морального компаса людини».

## Тематичні журнали
- У Великобританії виходить міжнародний рецензований журнал «Географія дитинства» (Children's Geographies), присвячений географічним та просторовим аспектам життя дітей, молоді та сімей. Журнал надає читачам гарне уявлення про питання, теорії та методологію Географії дитинства[44].
- З 2016 року Університет Цинциннаті публікує міжнародний багатопрофільний онлайн-журнал «Діти, молодь та довкілля» (CYE), який поширює знання про інклюзивне, стале та здорове середовища для дітей та молоді в усьому світі[45].